# Campeonato Europeo de Lucha de 1990
El XLII Campeonato Europeo de Lucha se celebró en Poznań (Polonia) de 1990 bajo la organización de la Federación Internacional de Luchas Asociadas (FILA) y la Federación Polaca de Lucha.

## Resultados

### Lucha grecorromana
| Evento | Oro                        | Plata                       | Bronce                        |
| ------ | -------------------------- | --------------------------- | ----------------------------- |
| 48 kg  | Serguei Suvorov URSS       | Iliuță Dăscălescu · Rumania | József Faragó · Hungría       |
| 52 kg  | Jon Rønningen · Noruega    | Oleg Kucherenko URSS        | Valentin Krumov Bulgaria      |
| 57 kg  | Patrice Mourier Francia    | András Sike · Hungría       | Rıfat Yıldız RFA              |
| 62 kg  | Guennadi Atmakin URSS      | Jenő Bódi · Hungría         | Ryszard Wolny · Polonia       |
| 68 kg  | Islam Duguchiyev URSS      | Petrică Cărare · Rumania    | Ghani Yalouz Francia          |
| 74 kg  | Torbjörn Kornbakk · Suecia | Tuomo Karila · Finlandia    | Jaroslav Zeman Checoslovaquia |
| 82 kg  | Thomas Zander RFA          | Serguei Nasevich URSS       | Todor Anguelov Bulgaria       |
| 90 kg  | Pavel Potapov URSS         | Marek Kraszewski · Polonia  | Tibor Komáromi · Hungría      |
| 100 kg | Anatoli Fedorenko URSS     | Maik Bullmann RDA           | Andrzej Wroński · Polonia     |
| 130 kg | Alexandr Karelin URSS      | Ranguel Guerovski Bulgaria  | Ioan Grigoraș · Rumania       |

### Lucha libre
| Evento | Oro                      | Plata                        | Bronce                    |
| ------ | ------------------------ | ---------------------------- | ------------------------- |
| 48 kg  | Romică Rașovan · Rumania | Marian Nedkov Bulgaria       | Reiner Heugabel RFA       |
| 52 kg  | Šaban Trstena Yugoslavia | Vladimir Toguzov URSS        | Ivan Tsonov Bulgaria      |
| 57 kg  | Rumen Pavlov Bulgaria    | Laszlo Miklosch RFA          | Ali Alisultanov URSS      |
| 62 kg  | Ralf Lyding RFA          | Karsten Polky RDA            | Rosen Vasilev Bulgaria    |
| 68 kg  | Fevzi Şeker Turquía      | Georg Schwabenland RFA       | Abdula Magomedov URSS     |
| 74 kg  | Nazyr Gadzhijanov URSS   | Claudiu Tămăduianu · Rumania | Valentin Zhelev Bulgaria  |
| 82 kg  | Hans Gstöttner RDA       | Elmadi Zhabrailov URSS       | Sebahattin Öztürk Turquía |
| 90 kg  | Vagab Kazibekov URSS     | Gábor Tóth · Hungría         | Kenan Şimşek Turquía      |
| 100 kg | Aravat Sabeyev URSS      | Andrzej Radomski · Polonia   | Mahmut Demir Turquía      |
| 130 kg | Andreas Schröder RDA     | Kiril Barbutov Bulgaria      | Andrei Shumilin URSS      |

## Medallero
| Núm. | País           | Oro | Plata | Bronce | Total |
| ---- | -------------- | --- | ----- | ------ | ----- |
| 1    | URSS           | 9   | 4     | 3      | 16    |
| 2    | RFA            | 2   | 2     | 2      | 6     |
| 3    | RDA            | 2   | 2     | 0      | 4     |
| 4    | Bulgaria       | 1   | 3     | 5      | 9     |
| 5    | Rumania        | 1   | 3     | 1      | 5     |
| 6    | Turquía        | 1   | 0     | 3      | 4     |
| 7    | Francia        | 1   | 0     | 1      | 2     |
| 8    | Noruega        | 1   | 0     | 0      | 1     |
| 8    | Suecia         | 1   | 0     | 0      | 1     |
| 8    | Yugoslavia     | 1   | 0     | 0      | 1     |
| 11   | Hungría        | 0   | 3     | 2      | 5     |
| 12   | Polonia        | 0   | 2     | 2      | 4     |
| 13   | Finlandia      | 0   | 1     | 0      | 1     |
| 14   | Checoslovaquia | 0   | 0     | 1      | 1     |
|      | TOTAL          | 20  | 20    | 20     | 60    |